# Feyenoord Rotterdam 2022-2023
Questa voce raccoglie le informazioni riguardanti il Feyenoord Rotterdam nelle competizioni ufficiali della stagione 2022-2023.

## Stagione
La stagione 2022-2023 è la 115ª dalla nascita del Feyenoord Rotterdam e la 101ª stagione consecutiva nel massimo campionato olandese. In questa stagione vince il Campionato olandese per la 16ª ha partecipato anche alla KNVB beker e alla UEFA Europa League

## Maglie e sponsor
Lo sponsor tecnico per la stagione 2022-2023 è Adidas, mentre lo sponsor ufficiale è EuroParcs. La divisa casalinga è composta dalla classica maglietta bianca e rossa, con pantaloncini e calzettoni neri. Quella da trasferta prevede invece una maglia verde con maniche bianche, pantaloncini e calzettoni bianchi.
| Casa | Trasferta | Terza divisa |

## Rosa
Aggiornata al 25 febbraio 2023. 
 In corsivo i calciatori ceduti durante la stagione  
| N. |                        | Ruolo | Calciatore             |
| -- | ---------------------- | ----- | ---------------------- |
| 1  | Paesi Bassi (bandiera) | P     | Justin Bijlow          |
| 2  | Norvegia (bandiera)    | D     | Marcus Pedersen        |
| 4  | Paesi Bassi (bandiera) | D     | Lutsharel Geertruida   |
| 5  | Norvegia (bandiera)    | D     | Fredrik André Bjørkan  |
| 5  | Paesi Bassi (bandiera) | D     | Quilindschy Hartman    |
| 6  | Danimarca (bandiera)   | D     | Jacob Rasmussen        |
| 7  | Iran (bandiera)        | A     | Alireza Jahanbakhsh    |
| 8  | Norvegia (bandiera)    | C     | Fredrik Aursnes        |
| 8  | Paesi Bassi (bandiera) | C     | Quinten Timber         |
| 9  | Brasile (bandiera)     | A     | Danilo                 |
| 10 | Turchia (bandiera)     | C     | Orkun Kökçü (capitano) |
| 11 | Paesi Bassi (bandiera) | A     | Javairô Dilrosun       |
| 14 | Brasile (bandiera)     | A     | Igor Paixão            |
| 15 | Perù (bandiera)        | D     | Marcos López           |
| 17 | Polonia (bandiera)     | C     | Sebastian Szymański    |
| 18 | Austria (bandiera)     | D     | Gernot Trauner         |

| N. |                        | Ruolo | Calciatore          |
| -- | ---------------------- | ----- | ------------------- |
| 19 | Stati Uniti (bandiera) | C     | Cole Bassett        |
| 20 | Paesi Bassi (bandiera) | C     | Mats Wieffer        |
| 21 | Israele (bandiera)     | P     | Ofir Marciano       |
| 22 | Germania (bandiera)    | P     | Timon Wellenreuther |
| 23 | Svezia (bandiera)      | A     | Patrik Wålemark     |
| 24 | Paesi Bassi (bandiera) | D     | Mimeirhel Benita    |
| 25 | Paesi Bassi (bandiera) | C     | Mohamed Taabouni    |
| 26 | Marocco (bandiera)     | A     | Oussama Idrissi     |
| 28 | Paesi Bassi (bandiera) | C     | Jens Toornstra      |
| 28 | Paesi Bassi (bandiera) | D     | Neraysho Kasanwirjo |
| 29 | Messico (bandiera)     | A     | Santiago Giménez    |
| 30 | Argentina (bandiera)   | C     | Ezequiel Bullaude   |
| 33 | Slovacchia (bandiera)  | D     | Dávid Hancko        |
| 48 | Paesi Bassi (bandiera) | C     | Antoni Milambo      |
| 49 | Paesi Bassi (bandiera) | P     | Tein Troost         |
| 53 | Paesi Bassi (bandiera) | C     | Noah Naujoks        |

## Calciomercato

### Sessione estiva(dal 01/07 al 01/09)
| Acquisti         | Acquisti              | Acquisti           | Acquisti                   |
| R.               | Nome                  | da                 | Modalità                   |
| ---------------- | --------------------- | ------------------ | -------------------------- |
| C                | Quinten Timber        | Utrecht            | definitivo (7,4 milioni €) |
| D                | Dávid Hancko          | Sparta Praga       | prestito                   |
| A                | Igor Paixão           | Coritiba           | definitivo (5 milioni €)   |
| A                | Javairô Dilrosun      | Hertha Berlino     | definitivo (4 milioni €)   |
| A                | Santiago Giménez      | Cruz Azul          | definitivo (4 milioni €)   |
| C                | Sebastian Szymański   | Dinamo Mosca       | prestito (2 milioni €)     |
| C                | Ezequiel Bullaude     | Godoy Cruz         | definitivo (2 milioni €)   |
| D                | Marcos López          | San José           | definitivo (1,2 milioni €) |
| C                | Mats Wieffer          | Excelsior          | definitivo (575 mila €)    |
| A                | Danilo                | Ajax               | gratuito                   |
| C                | Mohamed Taabouni      | AZ Alkmaar         | gratuito                   |
| A                | Oussama Idrissi       | Siviglia           | gratuito                   |
| D                | Jacob Rasmussen       | Fiorentina         | prestito                   |
| D                | Fredrik André Bjørkan | Hertha Berlino     | prestito                   |
| P                | Timon Wellenreuther   | Anderlecht         | prestito                   |
| Altre operazioni |                       |                    |                            |
| R.               | Nome                  | da                 | Modalità                   |
| C                | Mark Diemers          | Hannover 96        | fine prestito              |
| A                | Róbert Boženík        | Fortuna Düsseldorf | fine prestito              |
| A                | Christian Conteh      | Dordrecht          | fine prestito              |
| A                | Naoufal Bannis        | NAC Breda          | fine prestito              |
| A                | Aliou Baldé           | KSK Beveren        | fine prestito              |
| D                | Achraf El Bouchataoui | RKC Waalwijk       | fine prestito              |

| Cessioni         | Cessioni              | Cessioni       | Cessioni                   |
| R.               | Nome                  | a              | Modalità                   |
| ---------------- | --------------------- | -------------- | -------------------------- |
| A                | Luis Sinisterra       | Leeds Utd      | definitivo (25 milioni €)  |
| D                | Marcos Senesi         | Bournemouth    | definitivo (15 milioni €)  |
| D                | Tyrell Malacia        | Manchester Utd | definitivo (15 milioni €)  |
| C                | Fredrik Aursnes       | Benfica        | definitivo (13 milioni €)  |
| A                | Bryan Linssen         | Urawa Reds     | definitivo (1,3 milioni €) |
| D                | Philippe Sandler      | N.E.C.         | gratuito                   |
| C                | Jens Toornstra        | Utrecht        | gratuito                   |
| D                | Achraf El Bouchataoui | Deinze         | gratuito                   |
| C                | Mark Diemers          | Emmen          | prestito                   |
| Altre operazioni |                       |                |                            |
| R.               | Nome                  | da             | Modalità                   |
| C                | Mark Diemers          | Emmen          | prestito                   |
| A                | Róbert Boženík        | Boavista       | prestito                   |
| D                | Ramon Hendriks        | Utrecht        | prestito                   |
| A                | Christian Conteh      | Dinamo Dresda  | prestito                   |
| A                | Naoufal Bannis        | Eindhoven      | prestito                   |
| D                | Denzel Hall           | ADO Den Haag   | prestito                   |
| P                | Thijs Jansen          | TOP Oss        | prestito                   |
| C                | Guus Til              | Spartak Mosca  | fine prestito              |
| C                | Cyriel Dessers        | Genk           | fine prestito              |
| C                | Cole Bassett          | Colorado       | fine prestito              |
| C                | Jorrit Hendrix        | Spartak Mosca  | fine prestito              |
| P                | Valentin Cojocaru     | Dnipro-1       | fine prestito              |

### Sessione invernale(dal 01/01 al 31/01)
| Acquisti | Acquisti            | Acquisti  | Acquisti                 |
| R.       | Nome                | da        | Modalità                 |
| -------- | ------------------- | --------- | ------------------------ |
| D        | Neraysho Kasanwirjo | Groningen | definitivo (2 milioni €) |

| Cessioni | Cessioni              | Cessioni       | Cessioni      |
| R.       | Nome                  | a              | Modalità      |
| -------- | --------------------- | -------------- | ------------- |
| C        | Noah Naujoks          | Excelsior      | n.d.          |
| C        | Fredrik André Bjørkan | Hertha Berlino | fine prestito |

## Risultati

### Eredivisie

#### Girone di andata
| Arbitro: | Kamphuis |

|                             |           |                                                          |
| Manhoef 19’ Frederiksen 56’ | Marcatori | 31’ Wålemark 41’, 66’ Danilo 61’ Dilrosun 69’ Geertruida |

| Rotterdam 13 agosto 2022, ore 21:00 UTC+2 2ª giornata | Feyenoord | 0 – 0 referto | Heerenveen | de Kuip (47 500 spett.)\| Arbitro: \| Gözübüyük \| |
| Arbitro:                                              | Gözübüyük |               |            |                                                    |

| Arbitro: | van de Graaf |

|  |           |                   |
|  | Marcatori | 68’ (rig.) Danilo |

| Arbitro: | Nijhuis |

|                                                      |           |  |
| Timber 60’ Giménez 85’ Rasmussen 88’ Szymański 90+2’ | Marcatori |  |

| Arbitro: | Manschot |

|                                                |           |                                            |
| Wålemark 3’ (aut.) Lidberg 13’ Edvardsen 90+6’ | Marcatori | 24’, 42’ Danilo 56’ Dilrosun 79’ Szymański |

| Arbitro: | van den Kerkhof |

|                                   |           |  |
| Kökçü 5’ Dilrosun 35’ Giménez 73’ | Marcatori |  |

| Arbitro: | Lindhout |

|                                              |           |                                 |
| Branthwaite 16’ Gakpo 25’ Til 47’ Obispo 83’ | Marcatori | 3’ Idrissi 42’ Danilo 73’ Kökçü |

| Arbitro: | Gözübüyük |

|                |           |            |
| I. Márquez 37’ | Marcatori | 23’ Timber |

| Arbitro: | Higler |

|                      |           |  |
| Kökçü 43’ Hancko 64’ | Marcatori |  |

| Arbitro: | Makkelie |

|             |           |                                           |
| Odgaard 26’ | Marcatori | 31’ (rig.) Kökçü 56’ Szymański 82’ Danilo |

| Arbitro: | van Boekel |

|              |           |               |
| Dilrosun 46’ | Marcatori | 9’ I. Córdoba |

| Arbitro: | Manschot |

|             |           |  |
| Hartman 46’ | Marcatori |  |

| Arbitro: | Nijhuis |

|  |           |                          |
|  | Marcatori | 16’ Danilo 43’ Szymański |

| Arbitro: | Kooij |

|                                                |           |             |
| Szymański 11’, 50’ Kökçü 20’, 66’ Wålemark 78’ | Marcatori | 4’ Goudmijn |

| Arbitro: | Nijhuis |

|              |           |                 |
| Toornstra 3’ | Marcatori | 90’ Jahanbakhsh |

| Arbitro: | Manschot |

|  |           |                                    |
|  | Marcatori | 19’ Paixão 31’ Kökçü 90+1’ Giménez |

| Arbitro: | Gözübüyük |

|            |           |              |
| Paixão 34’ | Marcatori | 71’ Klaassen |

#### Girone di ritorno
| Arbitro: | van de Graaf |

|                                |           |  |
| Dilrosun 9’ Kökçü 45+3’ (rig.) | Marcatori |  |

| Arbitro: | Lindhout |

|            |           |             |
| Brenet 68’ | Marcatori | 30’ Giménez |

| Arbitro: | Makkelie |

|                        |           |                           |
| Jahanbakhsh 81’, 90+6’ | Marcatori | 8’ El Ghazi 68’ T. Hazard |

| Arbitro: | Kamphuis |

|                |           |                            |
| van Ottele 75’ | Marcatori | 22’ Geertruida 34’ Giménez |

| Arbitro: | Higler |

|                                |           |                     |
| Jahanbakhsh 45+2’ Pedersen 90’ | Marcatori | 17’ (aut.) Dilrosun |

| Arbitro: | Manschot |

|                          |           |                                                          |
| D. Duarte 48’ Siovas 84’ | Marcatori | 10’ (aut.) X. Navarro 16’ Wieffer 43’ Giménez 63’ Paixão |

| Arbitro: | Kooij |

|             |           |  |
| Idrissi 88’ | Marcatori |  |

| Arbitro: | Gözübüyük |

|                               |           |                 |
| Giménez 52’ Mirani 74’ (aut.) | Marcatori | 12’ van Mieghem |

| Arbitro: | Makkelie |

|                          |           |                                         |
| E. Álvarez 17’ Tadić 37’ | Marcatori | 5’ Giménez 52’ Szymański 86’ Geertruida |

| Arbitro: | Higler |

|           |           |                                   |
| Pinto 33’ | Marcatori | 12’ Paixão 70’ Giménez 76’ Hancko |

| Arbitro: | Gözübüyük |

|                                                           |           |            |
| Oukili 29’ (aut.) Paixão 31’, 53’ Hartman 39’ Giménez 61’ | Marcatori | 69’ Lobete |

| Arbitro: | Nijhuis |

|  |           |                                                  |
|  | Marcatori | 17’ Giménez 51’ Szymański 64’ (aut.) Mac-Intosch |

| Arbitro: | van de Graaf |

|                                           |           |          |
| Szymański 15’ Giménez 54’ Jahanbakhsh 82’ | Marcatori | 89’ Dost |

| Arbitro: | Gözübüyük |

|  |           |                 |
|  | Marcatori | 9’, 74’ Giménez |

| Arbitro: | Lindhout |

|                                    |           |  |
| Idrissi 15’ Giménez 18’ Paixão 54’ | Marcatori |  |

| Arbitro: | Van Boekel |

|              |           |                             |
| Živković 15’ | Marcatori | 30’ Idrissi 80’, 86’ Danilo |

| Arbitro: | Nijhuis |

|  |           |                |
|  | Marcatori | 43’ Van Ginkel |

### KNVB beker
| Arbitro: | van Boekel |

|                             |           |               |
| Wieffer 29’ Danilo 34’, 56’ | Marcatori | 3’ Medunjanin |

| Arbitro: | Dieperink] |

|                                                         |                      |                                          |
| Kökçü 90’ (rig.) Paixão 90+2’ Giménez 98’ Dilrosun 116’ | Marcatori            | 33’ Verdonk 45’ Marques 96’, 118’ Bruijn |
| Kökçü Giménez Hancko Idrissi Paixão                     | Tiri di rigore 5 – 3 | I. Sissoko Proper J. Kramer Bronkhorst   |

| Arbitro: | van Boekel |

|  |           |             |
|  | Marcatori | 80’ Giménez |

| Arbitro: | Lindhout |

|               |           |                        |
| Giménez 45+2’ | Marcatori | 14’ Tadić 51’ Klaassen |

### UEFA Europa League

#### Fase a gironi
| Arbitro: | De Burgos Bengoetxea |

|                                                     |           |                         |
| Luis Alberto 4’ Felipe Anderson 15’ Vecino 28’, 63’ | Marcatori | 69’ (rig.), 88’ Giménez |

| Arbitro: | Brisard |

|                                                                    |           |  |
| Jahanbakhsh 9’, 41’ Hancko 31’ Pereira 34’ Giménez 66’ Idrissi 78’ | Marcatori |  |

| Arbitro: | Al-Hakim |

|                         |           |                                |
| Isaksen 54’ Juninho 85’ | Marcatori | 23’ Szymański 45’ (rig.) Kökçü |

| Arbitro: | Obrenovič |

|                       |           |                              |
| Timber 32’ Hancko 48’ | Marcatori | 16’ Martínez 58’ Sviatchenko |

| Arbitro: | Eskås |

|                   |           |  |
| Kiteishvili 90+3’ | Marcatori |  |

| Arbitro: | Peljto |

|             |           |  |
| Giménez 64’ | Marcatori |  |

#### Fase ad eliminazione diretta
| Arbitro: | Kružliak |

|               |           |              |
| Rakyc'kyj 79’ | Marcatori | 88’ Bullaude |

| Arbitro: | Gil Manzano |

|                                                                              |           |           |
| Giménez 9’ Kökçü 24’, 38’ (rig.) Idrissi 49’, 60’ Jahanbakhsh 64’ Danilo 67’ | Marcatori | 87’ Kelsy |

| Arbitro: | Sánchez Martínez |

|             |           |  |
| Wieffer 53’ | Marcatori |  |

| Arbitro: | Taylor |

|                                                            |           |            |
| Spinazzola 60’ Dybala 89’ El Shaarawy 101’ Pellegrini 109’ | Marcatori | 80’ Paixão |

## Statistiche
Aggiornate al 21 maggio 2023.

### Statistiche di squadra
| Competizione  | Punti            | In casa | In casa | In casa | In casa | In casa | In casa | In trasferta | In trasferta | In trasferta | In trasferta | In trasferta | In trasferta | Totale | Totale | Totale | Totale | Totale | Totale | DR  |
| Competizione  | Punti            | G       | V       | N       | P       | Gf      | Gs      | G            | V            | N            | P            | Gf           | Gs           | G      | V      | N      | P      | Gf     | Gs     | DR  |
| ------------- | ---------------- | ------- | ------- | ------- | ------- | ------- | ------- | ------------ | ------------ | ------------ | ------------ | ------------ | ------------ | ------ | ------ | ------ | ------ | ------ | ------ | --- |
| Eredivisie    | 82               | 16      | 12      | 4       | 0       | 37      | 9       | 17           | 13           | 3            | 1            | 44           | 20           | 33     | 25     | 7      | 1      | 81     | 29     | +52 |
| KNVB beker    | Semifinali       | 3       | 1       | 1       | 1       | 8       | 7       | 1            | 1            | 0            | 0            | 1            | 0            | 4      | 2      | 1      | 1      | 9      | 7      | +2  |
| Europa League | Quarti di finale | 5       | 4       | 1       | 0       | 16      | 3       | 5            | 0            | 2            | 3            | 6            | 12           | 10     | 4      | 3      | 3      | 22     | 15     | +7  |
| Totale        | -                | 24      | 17      | 6       | 1       | 61      | 19      | 23           | 14           | 5            | 4            | 51           | 32           | 47     | 31     | 11     | 5      | 112    | 51     | +61 |

### Andamento in campionato
| Giornata  | 1 | 2 | 3 | 4 | 5 | 6 | 7 | 8 | 9 | 10 | 11 | 12 | 13 | 14 | 15 | 16 | 17 | 18 | 19 | 20 | 21 | 22 | 23 | 24 | 25 | 26 | 27 | 28 | 29 | 30 | 31 | 32 | 33 | 34 |
| --------- | - | - | - | - | - | - | - | - | - | -- | -- | -- | -- | -- | -- | -- | -- | -- | -- | -- | -- | -- | -- | -- | -- | -- | -- | -- | -- | -- | -- | -- | -- | -- |
| Luogo     | T | C | T | C | T | C | T | T | C | T  | C  | T  | C  | C  | T  | T  | C  | C  | T  | C  | T  | C  | T  | C  | C  | T  | T  | C  | T  | C  | T  | C  | T  | C  |
| Risultato | V | N | V | V | V | V | P | N | V | V  | N  | V  | V  | V  | N  | V  | N  | V  | N  | N  | V  | N  | V  | V  | V  | V  | V  | V  | V  | V  | V  | V  | V  | P  |
| Posizione | 1 | 6 | 2 | 2 | 2 | 2 | 4 | 4 | 4 | 3  | 3  | 3  | 2  | 1  | 1  | 1  | 1  | 1  | 1  | 1  | 1  | 1  | 1  | 1  | 1  | 1  | 1  | 1  | 1  | 1  | 1  | 1  | 1  | 1  |

Legenda:

Luogo: C = Casa; T = Trasferta. Risultato: V = Vittoria; N = Pareggio; P = Sconfitta.

### Statistiche individuali
| Giocatore        | Eredivisie | Eredivisie | Eredivisie  | Eredivisie | KNVB beker | KNVB beker | KNVB beker  | KNVB beker | Europa League | Europa League | Europa League | Europa League | Totale   | Totale | Totale      | Totale     |
| Giocatore        | Presenze   | Reti       | Ammonizioni | Espulsioni | Presenze   | Reti       | Ammonizioni | Espulsioni | Presenze      | Reti          | Ammonizioni   | Espulsioni    | Presenze | Reti   | Ammonizioni | Espulsioni |
| ---------------- | ---------- | ---------- | ----------- | ---------- | ---------- | ---------- | ----------- | ---------- | ------------- | ------------- | ------------- | ------------- | -------- | ------ | ----------- | ---------- |
| F. Aursnes       | 2          | 0          | 0           | 0          | 0          | 0          | 0           | 0          | 0             | 0             | 0             | 0             | 2        | 0      | 0           | 0          |
| M. Benita        | 2          | 0          | 0           | 0          | 1          | 0          | 0           | 0          | 0             | 0             | 0             | 0             | 3        | 0      | 0           | 0          |
| J. Bijlow        | 25         | -19        | 1           | 0          | 1          | -1         | 0           | 0          | 8             | -13           | 0             | 0             | 34       | -33    | 1           | 0          |
| F. Bjørkan       | 1          | 0          | 0           | 0          | 0          | 0          | 0           | 0          | 0             | 0             | 0             | 0             | 1        | 0      | 0           | 0          |
| E. Bullaude      | 9          | 0          | 0           | 0          | 2          | 0          | 0           | 0          | 4             | 1             | 0             | 0             | 15       | 1      | 0           | 0          |
| Danilo           | 34         | 10         | 0           | 0          | 4          | 2          | 0           | 0          | 10            | 2             | 0             | 0             | 48       | 14     | 0           | 0          |
| J. Dilrosun      | 31         | 5          | 1           | 0          | 4          | 1          | 0           | 0          | 8             | 0             | 1             | 0             | 43       | 6      | 2           | 0          |
| L. Geertruida    | 30         | 3          | 1           | 0          | 3          | 0          | 0           | 0          | 8             | 0             | 1             | 0             | 41       | 3      | 2           | 0          |
| S. Giménez       | 32         | 15         | 3           | 0          | 4          | 3          | 0           | 0          | 9             | 5             | 1             | 0             | 45       | 23     | 4           | 0          |
| D. Hancko        | 31         | 2          | 2           | 0          | 4          | 0          | 0           | 0          | 10            | 2             | 1             | 0             | 45       | 4      | 3           | 0          |
| Q. Hartman       | 23         | 2          | 5           | 0          | 4          | 0          | 0           | 0          | 6             | 0             | 1             | 0             | 33       | 2      | 6           | 0          |
| O. Idrissi       | 27         | 4          | 5           | 0          | 4          | 0          | 1           | 0          | 7             | 3             | 1             | 0             | 38       | 7      | 7           | 0          |
| A. Jahanbakhsh   | 28         | 5          | 2           | 0          | 4          | 0          | 0           | 0          | 9             | 3             | 1             | 0             | 41       | 8      | 3           | 0          |
| N. Kasanwirjo    | 5          | 0          | 0           | 0          | 2          | 0          | 0           | 0          | 0             | 0             | 0             | 0             | 7        | 0      | 0           | 0          |
| O. Kökçü         | 32         | 8          | 6           | 0          | 4          | 1          | 2           | 0          | 10            | 3             | 1             | 0             | 46       | 12     | 9           | 0          |
| M. López         | 19         | 0          | 1           | 0          | 1          | 0          | 0           | 0          | 8             | 0             | 1             | 0             | 28       | 0      | 2           | 0          |
| A. Milambo       | 3          | 0          | 0           | 0          | 0          | 0          | 0           | 0          | 0             | 0             | 0             | 0             | 3        | 0      | 0           | 0          |
| I. Paixão        | 28         | 7          | 2           | 0          | 3          | 1          | 0           | 0          | 6             | 1             | 0             | 0             | 37       | 9      | 2           | 0          |
| M. Pedersen      | 29         | 1          | 3           | 0          | 4          | 0          | 1           | 0          | 7             | 0             | 1             | 0             | 40       | 1      | 5           | 0          |
| J. Rasmussen     | 10         | 1          | 0           | 0          | 1          | 0          | 0           | 0          | 1             | 0             | 0             | 0             | 12       | 1      | 0           | 0          |
| S. Szymański     | 29         | 9          | 3           | 0          | 2          | 0          | 0           | 0          | 9             | 1             | 1             | 0             | 40       | 10     | 4           | 0          |
| M. Taabouni      | 5          | 0          | 0           | 0          | 1          | 0          | 0           | 0          | 1             | 0             | 0             | 0             | 7        | 0      | 0           | 0          |
| Q. Timber        | 24         | 2          | 2           | 0          | 1          | 0          | 0           | 0          | 6             | 1             | 2             | 0             | 31       | 3      | 4           | 0          |
| J. Toornstra     | 3          | 0          | 0           | 0          | 0          | 0          | 0           | 0          | 0             | 0             | 0             | 0             | 3        | 0      | 0           | 0          |
| G. Trauner       | 19         | 0          | 4           | 0          | 2          | 0          | 0           | 0          | 10            | 0             | 0             | 0             | 31       | 0      | 4           | 0          |
| P. Wålemark      | 15         | 2          | 1           | 0          | 0          | 0          | 0           | 0          | 6             | 0             | 2             | 0             | 21       | 2      | 3           | 0          |
| T. Wellenreuther | 9          | -11        | 0           | 0          | 3          | -6         | 0           | 0          | 2             | -2            | 1             | 0             | 14       | -19    | 1           | 0          |
| M. Wieffer       | 25         | 1          | 5           | 0          | 4          | 1          | 1           | 0          | 8             | 1             | 3             | 0             | 37       | 3      | 9           | 0          |